# Dendrobium aloifolium
Dendrobium aloifolium là một loài thực vật có hoa trong họ Lan. Loài này được (Blume) Rchb.f. mô tả khoa học đầu tiên năm 1861.